# Proces kobryński
Proces kobryński – określenie przeprowadzonego w 1933 r. przed sądem doraźnym w Kobryniu procesu przywódców nieudanego komunistycznego powstania na Polesiu.
Latem 1932 r. na pograniczu województw poleskiego i wołyńskiego doszło do zbrojnych wystąpień antypaństwowych mieszkańców wsi. W celu uspokojenia sytuacji premier Aleksander Prystor odwołał wojewodę poleskiego Jana Krahelskiego i na początku września 1932 r. mianował w jego miejsce Wacława Kostek-Biernackiego. Nowy wojewoda zaczął prowadzić energiczne działania przeciwko organizacjom komunistycznym, opierając się na informacjach Oddziału II Sztabu Generalnego i policji, w efekcie przywódczyni Komunistycznej Partii Zachodniej Białorusi Regina Kaplan zdecydowała o przygotowaniu na lipiec 1933 r. antypolskiego powstania lub wiecu chłopskiego w majątku Miłaczewskich w Bolkowie.
Komuniści planowali atak na posterunek policji oraz siedzibę Związku Strzeleckiego w Nowosiółkach w powiecie kobryńskim, a z pomocą zdobytej tam broni zamierzali zaatakować stołeczny Brześć. Rozpoczęty 3 sierpnia atak na posterunek w wykonaniu ok. 100 bojowników (w większości miejscowych chłopów) zakończył się niepowodzeniem i ucieczką w stronę granicy z ZSRR. Policja ujęła 59 spośród nich i na początku września ośmiu przywódców oraz Kaplan zostali postawieni przed sądem doraźnym w Kobryniu.
Pomimo wniesienia przez prokuratora o dziewięć wyroków śmierci, sąd zasądził osiem kar dożywotniego pozbawienia wolności, a sprawę Reginy Kaplan przekazał sądowi okręgowemu. Przeciwko stosowaniu sądów doraźnych protestowali ówcześni intelektualiści, m.in. Antoni Słonimski, Zofia Nałkowska, Karol Irzykowski i Tadeusz Boy-Żeleński, natomiast wojewoda Kostek-Biernacki poskarżył się ministrowi sprawiedliwości, że brak wyroków śmierci spowoduje obniżenie autorytetu administracji państwowej.
Przesłuchania ujętych napastników pozwoliły jednak na rozpracowanie siatki komunistycznego podziemia na Polesiu i przejęcie kontroli nad większością aktywności KPZB w województwie, dzięki czemu w następnych latach nie dochodziło do zbrojnych wystąpień i aktów terroryzmu.